# Addetto scientifico
L'addetto scientifico è uno dei membri che possono essere accreditati in una missione diplomatica, generalmente in un'ambasciata.

## Funzioni
Le principali funzioni degli addetti scientifici sono:
1. sostegno e sviluppo della cooperazione bilaterale, sia in fase negoziale che di attuazione dei protocolli esecutivi;
2. promozione del sistema scientifico e tecnologico del proprio Paese;
3. informazione sui sistemi scientifici e sulle politiche della scienza attuate dai Paesi di accreditamento;
4. promozione e gestione di contatti con ricercatori del proprio Paese che operano all'estero e con ricercatori stranieri;
5. realizzazione di iniziative promozionali della scienza e tecnologia del proprio Paese.

## La rete degli addetti scientifici
In Italia, al fine di dare impulso alla cooperazione scientifica e tecnologica internazionale, il ministero degli Affari Esteri si avvale di una rete di addetti scientifici e tecnologici costituita da personale proveniente in maggioranza dai ruoli dello Stato e di enti pubblici che operano presso le sedi diplomatiche.
In Gran Bretagna la rete degli Addetti scientifici (Science and Innovation Network) è finanziata dal Foreign and Commonwealth Office - Department for Business, Innovation and Skills. Composto da un organico di 90 persone basate in 40 ambasciate, Consolati e Alti Commissariati presenti in 25 paesi, il Science and Innovation Network opera nella comunità scientifica e tecnologica locale promuovendo la politica britannica oltreoceano.